# Bán kính Bohr
Bán kính Bohr (a0 hoặc rBohr) là một hằng số vật lý, gần bằng với khoảng cách có thể giữa tâm của một nuclide và một electron của nguyên tử Hydro trong trạng thái cơ bản của nó. Nó được đặt tên theo Niels Bohr, do vai trò của nó trong mô hình Bohr của một nguyên tử. Giá trị của nó là 52917721067(12)×10−11 m.

## Định nghĩa và giá trị
Trong đơn vị SI bán kính Bohr bằng:
{\displaystyle a_{0}={\frac {4\pi \varepsilon _{0}\hbar ^{2}}{m_{\mathrm {e} }e^{2}}}={\frac {\hbar }{m_{\mathrm {e} }\,c\,\alpha }}}
với:
{\displaystyle a_{0}} là bán kính Bohrr,
{\displaystyle \varepsilon _{0}\ } là hằng số điện môi của không gian trống,
{\displaystyle \hbar \ } là hằng số Plank,
{\displaystyle m_{\mathrm {e} }\ } là khối lượng electron,
{\displaystyle e\ } là điện tích cơ bản,
{\displaystyle c\ } là vận tốc ánh sáng trong chân không, và
{\displaystyle \alpha \ } là hằng số cấu trúc tinh tế.
Trong đơn vị Gaussia bán kính Bohr chỉ đơn giản là
{\displaystyle a_{0}={\frac {\hbar ^{2}}{m_{e}e^{2}}}}
Theo CODATA năm 2014, bán kính Bohr có giá trị bằng 52917721067(12)×10−11 m (tức là khoảng 53 pm hoặc 0.53 Å).

## Sử dụng
Trong mô hình Bohr của cấu trúc một nguyên tử, đưa ra bởi Niels Bohr vào năm 1913, electron quay quanh một nhân chính giữa. Mô hình nói rằng electron chỉ quay quanh ở một khoảng cách nhất định từ hạt nhân, tùy thuộc vào năng lượng của chúng. Trong đơn nguyên tử hydro đơn giản nhất, một electron đơn quay quanh hạt nhân và quỹ đạo nhỏ nhất có thể của nó, với năng lượng thấp nhất, có một bán kính quỹ đạo gần bằng bán kính Bohr. (Nó không phải chính xác là bán kính Bohr do khối lượng rút gọn. Chúng khác nhau khoảng 0.1%.)
Mặc dù mô hình Bohr không còn được sử dụng, bán kính Bohr vẫn còn rất hữu ích trong tính toán vật lý nguyên tử, do một phần nó đơn giản mối quan hệ với các hằng số cơ bản khác. (Đây là lí do tại sao nó được xác định bằng khối lượng electron thực, chứ không phải việc giảm khối lượng như trên.) Ví dụ, nó là đơn vị của độ dài trong đơn vị nguyên tử.
Một khác biệt quan trọng là bán kính Bohr cho vị trí của biên độ xác suất tối đa, chứ không phải khoảng cách đến tâm dự đoán. Khoảng cách đến tâm dự đoán thực sự lớn hơn 1.5 lần bán kính Bohr, như là một kết quả của sự hạ xuống nhẹ của hàm sóng đến tâm.

## Những đơn vị có liên quan
Bán kính Bohr của electron một trong bộ ba các đơn vị độ dài có liên quan, hai cái khác lần lượt là bước sóng Compton của electron {\displaystyle \lambda _{\mathrm {e} }\ } {\displaystyle r_{\mathrm {e} }\ }. Bán kính Bohr được xây dựng nên từ khối lượng electron {\displaystyle m_{\mathrm {e} }}, Hằng số Planck {\displaystyle \hbar \ }và điện tích cơ bản {\displaystyle e\ }. Bước sóng Compton được xây dựng nên từ {\displaystyle m_{\mathrm {e} }\ }, {\displaystyle \hbar \ } và tốc độ ánh sáng {\displaystyle c\ }. Bán kính điện từ cổ điển được xây dựng nên từ {\displaystyle m_{\mathrm {e} }\ }, {\displaystyle c\ } và {\displaystyle e\ }. Bất kì một trong ba đơn vị này đều có thể viết sang các đơn vị khác sử dụng hằng số cấu trúc tinh tế {\displaystyle \alpha \ }:
{\displaystyle r_{\mathrm {e} }={\frac {\alpha \lambda _{\mathrm {e} }}{4\pi }}=\alpha ^{2}a_{0}.}
Bước sóng Compton là khoảng 20 lần nhỏ hơn so với bán kính Bohr, và bán kính điện tử cổ điển là khoảng 1000 lần nhỏ hơn so với bước sóng Compton.

## Bán kính Bohrr rút gọn
Bán kính Bohr có kèm theo rút gọn khối lượng trong nguyên tử hydro có thể được đưa ra bởi phương trình sau đây:
{\displaystyle \ a_{0}^{*}\ ={\frac {\lambda _{\mathrm {p} }+\lambda _{\mathrm {e} }}{2\pi \alpha }},}
với:
{\displaystyle \lambda _{\mathrm {p} }\ } là bước sóng Compton của proton.
{\displaystyle \lambda _{\mathrm {e} }\ } là bước sóng Compton của electron.
{\displaystyle \alpha \ } là hằng số cấu trúc tinh tế.
Trong phương trình trên, các hiệu ứng của rút gọn khối lượng đạt được bằng cách sử dụng bước sóng Compton được nâng lên, mà chỉ là các bước sóng Compton của electron và proton cộng lại.